# Paraliparis mawsoni
Paraliparis mawsoni är en fiskart som beskrevs av Andriashev, 1986. Paraliparis mawsoni ingår i släktet Paraliparis och familjen Liparidae. Inga underarter finns listade i Catalogue of Life.